# 川平敏文
川平 敏文（かわひら としふみ、1969年〈昭和44年〉10月24日 - ）は、日本の国文学者。九州大学教授。専攻は日本近世文学・思想史。

## 人物
福岡県生まれ。1999年九州大学大学院博士後期課程修了、「近世徒然草注釈史論考」で博士（文学）（九州大学）。1998年柿衞賞、2000年日本古典文学会賞受賞。熊本県立大学文学部助教授、2007年准教授。2010年九州大学大学院人文科学研究院准教授、2021年教授。2015年『徒然草の十七世紀』でやまなし文学賞受賞、2016年同書で角川源義賞受賞。

## 著書
- 『兼好法師の虚像：偽伝の近世史』平凡社〈平凡社選書〉、2006年9月。ISBN 4582842267。
- 『徒然草の十七世紀：近世文芸思潮の形成』岩波書店、2015年2月。ISBN 4000239015。
- 『徒然草：無常観を超えた魅力』中央公論新社〈中公新書〉、2020年3月。ISBN 978-4-12-102585-2。
- 『武士の道徳学　徳川吉宗と室鳩巣『駿台雑話』』角川選書、2024年6月。ISBN 4047037222。

### 編書
- 『近世兼好伝集成』編注、平凡社〈東洋文庫〉、2003年。ISBN 4582807194
- 『東アジアの短詩形文学：俳句・時調・漢詩』静永健共編、勉誠出版〈アジア遊学〉、2012年。ISBN 9784585226185
- 『長崎先民伝注解：近世長崎の文苑と学芸』若木太一, 高橋昌彦共編、勉誠出版、2016年。ISBN 9784585291367
- 『盧氏文書：盧草拙資料集』編、雅俗の会〈雅俗研究叢書〉、2019年。

## 論文
- Cinii